# Proton-proton ciklus

A proton-proton ciklusának a Nap energiatermelésében legnagyobb szerepet játszó ága a ppI ciklus.

A proton-proton ciklus az egyike annak a két fúziós reakciónak, amelyekkel a csillagok hidrogénből héliumot termelnek (a másik a CNO-ciklus). A proton-proton ciklus a naptömegű vagy annál kisebb csillagok esetén a fontosabb energiaforrás.
A két hidrogénmag közötti elektromos taszítás legyőzéséhez rengeteg energia szükséges, emiatt a folyamat nagyon lassú. Emiatt a lassúság miatt süt még mindig a Nap; ha a folyamat gyorsabb lenne, már rég kimerültek volna a hidrogénkészletei.
Általában a proton-proton ciklus csak akkor jöhet létre, ha a hőmérséklet elég nagy, azaz az protonok mozgási energiája elegendő a kölcsönös Coulomb-taszítás legyőzéséhez. Azt, hogy proton-proton reakciók szolgálhatnak a Nap és más csillagok energiatermelésére, Arthur Eddington vetette fel az 1920-as években. Abban az időben a Nap hőmérsékletét túl alacsonynak tartották ahhoz, hogy a protonok legyőzzék a Coulomb-gátat. A kvantummechanika kifejlesztése során felfedezték az alagúteffektust, melynek következtében a protonok hullámfüggvénye a klasszikus mechanika által megjósolt hőmérséklethatár alatt is képes behatolni a másik proton környezetébe.
A proton-proton reakció során a speciális relativitáselmélet E=m·c² ekvivalenciaképlete szerint anyag alakul át energiává. A kiinduló 4 proton össztömege valamivel nagyobb, mint a keletkező alfa-részecskéé, ez alakul át energiává.
A ciklus egyes lépései különböző hosszú ideig tartanak. Leghosszabb ideig átlagosan a harmadik proton befogása (ppI) tart: 320 millió évig.

## A pp-reakció
Az első lépésben két könnyűhidrogén-atommag (1H, azaz két proton) alakul deuteronná (²H), kibocsátva egy pozitront és egy neutrínót, amint egy proton neutronná alakul.
1H + 1H → ²H + e+ + νe    (τ ~ 7·109 év)
a neutrínók energiáját is beleértve 0,42 MeV energia szabadul fel.
A legelső lépés hihetetlenül lassú, mivel ennek során a gyenge kölcsönhatás alakítja át a protont neutronná. Valójában ez a korlátozó lépés: egy proton átlagosan 109 évet vár arra, hogy deutériummá egyesüljön egy társával.
A pozitron azonnal megsemmisül egy elektronnal, és a tömegüknek megfelelő energiát két gamma foton viszi el. (Azért kell kettő, hogy az energiamegmaradás és a lendületmegmaradás törvénye is teljesüljön.)
e+ + e‒ → 2γ + 1,02 MeV   (τ ~ 1,4 s)
Ezután, a következő lépésben, a deutérium egyesül egy másik hidrogénmaggal, aminek eredményeként ³He mag keletkezik:
²H + 1H → ³He + γ + 5,49 MeV   (τ ~ 2,4·105 év)
Ezután három különböző fő ágon 4He-mag (alfa-részecske) keletkezik. A ppI ágon két ³He-mag egyesül egy 4He-maggá, miközben két proton szabadul fel (biztosítva a proton-proton ciklusban játszott „katalizátor” szerepét); a másik két ágon, a ppI és ppII folyamatokban csak 4He magok keletkeznek végtermékként. A ppII ciklus esetében még megfigyelhető egy elágazás, amiben fontos szerepük van a 7Be magoknak. 
A Nap energiatermelésében az említett folyamatok közül a ppI játszódik le a legnagyobb (85%-os)valószínűséggel, a ppII, ppIII és ppIV ciklusok csak kisebb 15%, 0,1% ill. 10−5% valószínűséggel.

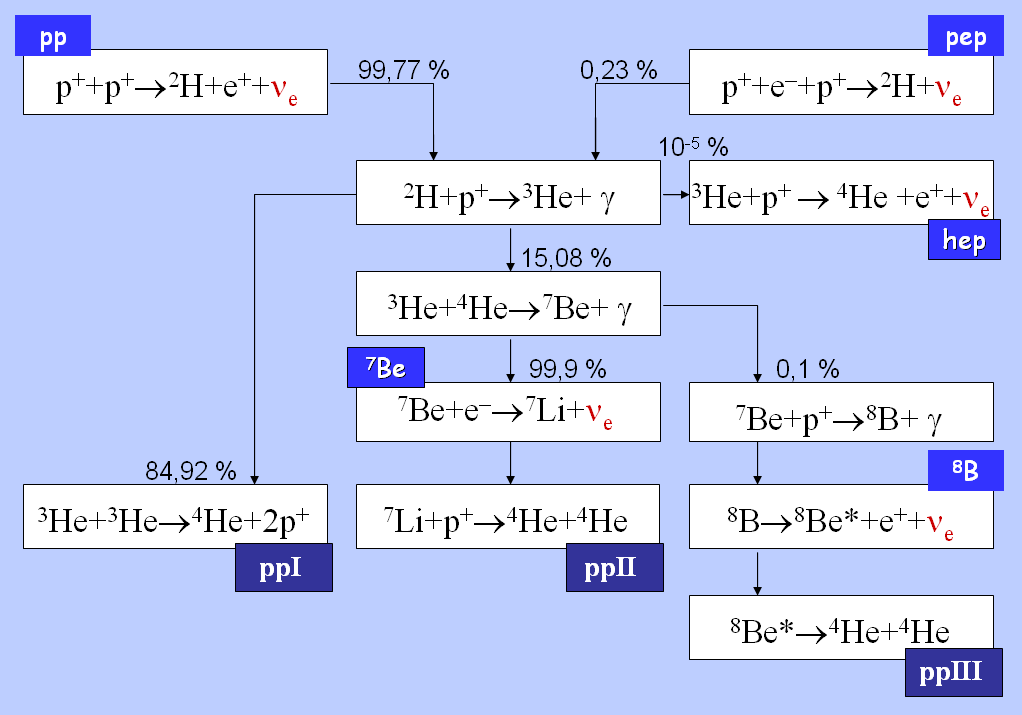
A proton-proton ciklus átalakulásai részletezve. Az ábrán feltüntettük az egyes reakciók arányát a Nap esetére.

### A ppI ág
³He +³He → 4He + 1H + 1H + 12,86 MeV
A teljes pp ciklus során 26,7 MeV energia szabadul fel. A pp I ág 10-14 millió K hőmérsékleten dominál. 10 millió K alatti hőmérséklet már nem elegendő a 4He magok keletkezéséhez.

### A ppII ág
|  | ³He + 4He | → | 7Be + γ   |
|  | 7Be + e−  | → | 7Li + νe  |
|  | 7Li + 1H  | → | 4He + 4He |

A pp II ág 14-23 millió K között válik dominánssá. A Nap által termelt neutrínók 90%-a a 7Be(e−,νe)7Li* reakcióban keletkezik. A 7Be neutrínók diszkrét energiaértékekkel rendelkeznek: E1 = 0,861 MeV (90%); E2 = 0,383 MeV (10%).

### A ppIII ág
|  | ³He + 4He | → | 7Be + γ       |
|  | 7Be + 1H  | → | 8B + γ        |
|  | 8B        | → | 8Be + e+ + νe |
|  | 8Be       | ↔ | 4He + 4He     |

A pp III ág 23 millió K fölött dominál. A Napban ennek az alciklusnak a valószínűsége rendkívül kicsi (0,1%), ezért a 8B mag bomlása során keletkezett neutrínóknak ( E < 15 MeV) nagyon alacsony a fluxusa, kimutatásuk emiatt nehéz.
A napneutrínó-probléma a 8B neutrínók számában tapasztalt hiány miatt merült fel.

### A ppIV ág – Hep (hélium-elektron-proton) reakció
A ³He magok protonnal egyesülve közvetlenül 4He maggá alakulhatnak. A Nap esetében ez a folyamat – a többi allánchoz képest – kis valószínűséggel (105) megy végbe. 
³He + 1H → 4He + νe + e+

### Energiakibocsátás
A proton-proton reakció során a speciális relativitáselmélet E=m·c² ekvivalenciaképlete szerint anyag alakul át energiává. Négy hidrogénmag héliummaggá való átalakulásának egyenlege a következő: egy hidrogénmag (proton) tömege 1,008 atomi tömegegység (u); egy héliummagé pedig 4,004 u. Mivel 4·1,008 u=4,032 u, ezért 0,028 tömegegységnyi anyag 25 MeV=4·10−12 J energiává alakul. Pontosabb értékekkel számolva, és figyelembe véve az elektronnal találkozva megsemmisülő pozitronok energiáját is, a felszabaduló energia 26,73 MeV. Ez a hő hozza létre a Nap melegét, amely azt hősugárzás formájában folyamatosan kisugározza, és ez hozza létre azt a nyomást, amely a gravitációval szemben egyensúlyban tartja a Napot.
Mindegyik folyamat során összesen Q=26,73 MeV energia szabadul fel. A foton formájában felszabaduló rész elnyelődve a Napban marad, de a neutrínók alig hatnak kölcsön a Nap belsejében, ezért az energiájuk eltávozik. A veszteség 2% a ppI-, 4% a ppII- és 28,3% a ppIII-ág esetén.

## A pep reakció
A (proton-elektron-proton) reakció különösen ritka, a pp reakció helyett hajtódhat végre:
1H + e‒ + 1H → ²H + νe
A Napban a pep reakció gyakorisága a pp reakcióhoz képest 1:400. Viszont a létrejövő neutrínók sokkal nagyobb energiájúak: a pp reakció esetében 0,42 MeV, a pep esetében viszont 1,44 MeV energiájú neutrínók jönnek létre.

## Lásd még
- három alfa-ciklus
- CNO-ciklus